# Divertimento en mi bemol mayor, KV 563 (Mozart)
El Divertimento para trío de cuerda, K. 563, en mi bemol mayor, también conocido como Trío para violín, viola y violonchelo, es un trío de cuerda, escrito por Wolfgang Amadeus Mozart en 1788, el año en que completó sus tres últimas sinfonías, así como el Concierto «de la coronación». Con frecuencia, se considera esta obra de forma independiente con respecto a los demás divertimentos mozartianos. 
La composición fue concluida en Viena, el 27 de septiembre de 1788, y fue dedicado a Michael Puchberg, un compañero masón, que prestó dinero a Mozart durante mucho tiempo. El estreno tuvo lugar en Dresde, el 13 de abril de 1789, con Anton Teyber al violín, Mozart a la viola y Antonín Kraft al violonchelo. En ese momento, Mozart estaba realizando una gira por distintas ciudades alemanas, dirigiéndose a Berlín.

## Estructura
1. Allegro – forma sonata
2. Adagio – forma sonata
3. Menuetto – A–B–A
4. Andante – tema y cuatro variaciones
5. Minuet – con dos tríos distintos.[nota 2]
6. Allegro – forma rondó-sonata

La interpretación de la obra puede llevar entre cuarenta y cincuenta minutos.

## Recepción crítica
Como escribe Alfred Einstein en su obra Mozart: Sein Charakter, sein Werk (y ha extractado para el programa de un concierto celebrado en el Centro Kennedy), su único trío de cuerda completo (hay fragmentos de otros tríos) comparte con la mayoría de los divertimentos su estructura en seis movimientos, aunque más bien «es una verdadera obra de música de cámara, y crece hasta tales proporciones solo porque se procuró que ofreciese [...] algo especial en el camino del arte, la invención y el buen humor. [...] Cada instrumento es primus inter pares, cada nota es significativa, cada nota constituye una contribución al cumplimiento sonoro espiritual y sensitivo». Einstein lo calificó como «una de sus más nobles obras».
Esta composición «es una [obra] de una clase distinta», de acuerdo con las notas a la interpretación del Emerson Quartet: «No es solo la única composición para trío de cuerda que Mozart terminó – parece ser también la primera obra de tales características escrita por un compositor».
Aunque sea la primera obra sustancial para dicha combinación de instrumentos, no es la primera composición escrita para trío de cuerda; existen piezas para violín, viola y violonchelo escritas al menos cinco años antes, por Wenzel Pichl, y obras para dos violines y contrabajo, probablemente basadas en la sonata a trío, compuestas mucho antes que estas.